# Inopeplus praeustus
Inopeplus praeustus là một loài bọ cánh cứng trong họ Salpingidae. Loài này được Chevrolat miêu tả khoa học năm 1858.